# Lũng Táo
Lũng Táo là một xã thuộc huyện Đồng Văn, tỉnh Hà Giang, Việt Nam.

## Địa lý
Xã Lũng Táo cách trung tâm huyện 12 km về phía đông, có vị trí địa lý:
- Phía đông, nam giáp xã Thài Phìn Tủng
- Phía tây giáp Trung Quốc với đường biên giới 10,9 km và xã Sà Phìn
- Phía bắc giáp xã Má Lé.

Xã Lũng Táo có diện tích 21,41 km², dân số năm 2019 là 3.914 người, mật độ dân cư đạt 184 người/km².

## Hành chính
Xã Lũng Táo được chia thành 16 thôn.

## Lịch sử
Ngày 5 tháng 7 năm 1961, Hội đồng Chính phủ ban hành Quyết định số 91-CP về việc thành lập xã Lũng Táo trên cơ sở một phần diện tích và dân số của xã Sà Phìn.